# Françoise Ugochukwu
Françoise Ugochukwu est une universitaire, romancière, poète et essayiste française, née Françoise Parent le 2 mai 1949 à Valence (Drôme).

## Biographie
Françoise Ugochukwu grandit dans le sud-est de la France. Elle suit l'école primaire à Saint-Jean-en-Royans, puis le secondaire à Romans et à Tournon. À l'Université de Grenoble, elle obtient une licence de lettres classiques (1970) et une licence de Lettres anglaises (1971), une maîtrise de littérature française (1971) et un doctorat de troisième cycle (1974) avant l'obtention de l'Habilitation à diriger des recherches à l'Université de Chambéry (2002) et la Qualification aux fonctions de Professeur des Universités, Section 10 
(Comparative Literature), Conseil National des Universités, Paris (2004).
Mariée au Nigérian Nwokeke Ugochukwu, Françoise Ugochukwu a vécu à partir de 1972 à Nsukka dans l'État d'Anambra au Nigeria où elle est devenue ministre d'une Église pentecôtiste. Elle a enseigné à l'Université de Nsukka, nommée professeure en 1988.
Françoise Ugochukwu revient en Europe fin 1995. Elle a été enseignant-chercheur à l'Open University (1996-2014) et a collaboré au LLACAN (Langage, langues et cultures d'Afrique noire) du CNRS à Villejuif (1993-2017).Elle est depuis 2018 chercheure à l'Open University du Royaume-Uni en sciences sociales.

## Distinctions
- Chevalier des Palmes Académiques, 1994[6].

## Œuvres
- Nollywood - Le cinéma nigérian 1991-2021, Paris, l'Harmattan, 2022, 278 p. (ISBN 978-2-14-025608-0)
- (en) James Tsaaior & Francoise Ugochukwu, Nigerian Film Culture and the Idea of the Nation: Nollywood and National Narration, London, Adonis & Abbey, 2017, 309 p. (ISBN 1909112747)
- Bribes d’une vie nigériane. Mémoires d’une transformation identitaire, Paris, l'Harmattan, 2015, 240 p. (ISBN 978-2-343-05624-1, lire en ligne)
- La femme dans la littérature orale africaine : Persistance des clichés ou perception de la modernité ?, Paris, L'Harmattan, 293/ année = 2015 (ISBN 978-2845866676)
- (en) Nollywood on the Move, Nigeria on Display, Trier, Wissenschaftlicher Verlag, 2013, 260 p. (ISBN 978-3-86821-498-7)
- (en) Torn Apart: The Nigerian Civil War and its Impact, London, Adonis & Abbey, 2010, 168 p. (ISBN 978-1906704766)
- Le Pays igbo du Nigeria, Paris, l'Harmattan, 2010, 349 p. (ISBN 978-2-296-12961-0, lire en ligne)
- Nwosu Nwana (trad. Françoise Ugochukwu), Omenuko ou Le Repentir d'un marchand d'esclaves : premier roman en langue igbo (Nigeria), Paris, Karthala, 2010, 138 p. (ISBN 978-2-8111-0453-5, lire en ligne)
- Biafra, la déchirure : sur les traces de la guerre civile nigériane de 1967-1970, Paris, l'Harmattan, 2009, 214 p. (ISBN 978-2-296-08689-0, lire en ligne)
- À la vitre des nuits : poèmes, Paris, l'Harmattan, 2008, 69 p. (ISBN 978-2-296-06510-9, lire en ligne)
- Contes igbo de la tortue : Nigeria, Paris, Karthala, 2006, 123 p. (ISBN 2-84586-745-X, lire en ligne)
- Parole et régulation de la communication en pays igbo (Nigeria), Karthala, 2005 (ISBN 978-2845866676)
- Dictionnaire igbo-français avec lexique inverse, Paris, Karthala, 2004 (ISBN 2-84586-480-9)
- Le Retour des chauves-souris, Vanves, EDICEF, 1993, 143 p. (ISBN 2-85069-780-X)
- Contes igbo du Nigeria : de la brousse à la rivière : recueillis et traduits par Françoise Ugochukwu (trad. de l'igbo), Paris, Karthala, 1992, 351 p. (ISBN 2-86537-298-7, lire en ligne)
- Une poussière d'or, Paris, EDICEF, 1987, 78 p. (ISBN 2-85069-472-X)
- La Source interdite, Paris, EDICEF, 1984, 63 p. (ISBN 2-85069-318-9)